# Le Dossier 51
Cet article concerne le roman. Pour le film, voir Le Dossier 51 (film).
 (avril 2023).
Si vous disposez d'ouvrages ou d'articles de référence ou si vous connaissez des sites web de qualité traitant du thème abordé ici, merci de compléter l'article en donnant les références utiles à sa vérifiabilité et en les liant à la section « Notes et références ».
Le Dossier 51 est un roman d'espionnage de Gilles Perrault, publié en 1969 aux Éditions Fayard.

## Résumé
Un service secret étranger, envisage de prendre le contrôle d'un diplomate français, chef d'un organisme international.
Il dissèque les moindres recoins de sa vie privée, jusqu'à découvrir une part cachée qu'il lui révèle.
Mais le résultat dépasse les objectifs du service secret ... puisque le diplomate se suicide.

## Aspects de l'œuvre
L'originalité de ce roman est de se présenter comme un dossier rassemblant des notes, mémos, comptes rendus de filature ou d'écoute et divers documents, jouant sur les variations de mise en page et de typographie. Chaque service de l'organisation concernée porte un nom mythologique gréco-romain en rapport avec ses fonctions dans l'organisation : Jupiter, Minerve, Mercure, Esculape, Mars, Hadès... L'homme concerné par ce tissu d'investigations, ainsi que ses proches, devient le jouet de forces obscures et indifférentes à son sort qui le manipulent comme un objet, ainsi que l'atteste le remplacement des noms des protagonistes par des numéros de code (51, 52, 53...). La psychanalyse est utilisée par Esculape pour percer la personnalité et les désirs du diplomate, afin de mieux en prendre le contrôle. 
Les seules préoccupations échangées entre les services concernent le fonctionnement de la mission elle-même (responsabilités, obtention des renseignements, défaillances, conflits de pouvoir, et même notes de frais !). C'est d'ailleurs une note de service purement technique qui vient clore le dossier, sans l'expression du moindre regret au sujet de son dénouement tragique.

## Adaptation cinématographique
Michel Deville a adapté ce roman au cinéma sous le titre Le Dossier 51 en 1978.